# Bracon hebetor
Bracon hebetor (Say 1836) é uma espécie de inseto himenóptero, mais especificamente uma vespa parasitóide pertencente à família Braconidae. Trata-se de uma vespa bastante estudada pelo seu grande potencial como agente de Controle Biológico de pragas de produtos armazenados . Ataca lagartas de diversas espécies de lepidópteros piralideos de graos. Existem diversos projetos para criar esta vespas para fins comerciais de uso em armazéns e estoques. 